# Bright (plateforme numérique)
Pour les articles homonymes, voir Bright.
Bright est un producteur de contenus digitaux en 3D, immersifs, ludiques fondé par Abdel Bounane. 
En 2020 Bright co-produit "Prisme7", le premier jeu-vidéo du Centre Pompidou, ainsi que "Unpresidential !", jeu-vidéo de combat parodique opposant les candidats à l'élection américaine Donald Trump et Joe Biden. 
Les productions de Bright transforment des contenus complexes en contenus infographiques 3D, sites immersifs, réalité augmentée et virtuelle, jeux-vidéo. Pour son fondateur, "La 3D et le jeu vidéo permettent de comprendre des informations complexes, plus facilement qu'avec d'autres mediums" 

## Debuts
Bright était originellement une plateforme pour la diffusion de l'art numérique,,,, qui diffusait des œuvres numériques (art vidéo, œuvres data, œuvres interactives) pour les marques, les espaces publics et les villes. Elle a été reconnue comme étant l'une des premières plateformes à proposer un business model à l'art numérique,,.

## Lien Externe
Site web : www.brig.ht